# Bryant E. Moore
Pour les articles homonymes, voir Moore.
Bryant Edward Moore (1894-1951) était un major-général  (Général de division) de l'armée de terre américaine (US Army) qui a commandé la 8e division d'infanterie (8th Infantry Division) pendant et après la Seconde Guerre mondiale, et le 9e corps d'armée (IX corps) pendant la guerre de Corée.

## Biographie

### Début de la vie et carrière militaire
Moore est né à Ellsworth, dans le Maine, le 6 juin 1894, de Nettie Haley Moore et Edward Grafton Moore. Il a trois frères et sœurs : John Leroy Moore, Margaret Moore Coolidge et James Moore. Son père a tenu puis possédé la pharmacie Moore's Pharmacy à l'angle des rues Water Street et Main Street à Ellsworth. La maison familiale se trouvait sur State Street, sur la colline en face de la First Congregational Church. Il est diplômé du lycée d'Ellsworth et a suivi des études à la Sorbonne à Paris, en France, et à l'Académie militaire des États-Unis (United States Military Academy - USMA) à West Point, dans l'État de New York, où il a obtenu son diplôme en août 1917.
Il fait partie de la promotion qui a produit plus de 55 futurs officiers généraux, dont deux chefs d'état-major de l'armée de terre - Joseph L. Collins et Matthew B. Ridgway. Parmi ses autres camarades de classe figurent : Clare H. Armstrong, Aaron Bradshaw Jr., Mark W. Clark, John T. Cole, Norman D. Cota, John M. Devine, William W. Eagles, Theodore L. Futch, Charles H. Gerhardt, Augustus M. Gurney, Ernest N. Harmon, William Kelly Harrison Jr., Robert W. Hasbrouck, Frederick A. Irving, Laurence B. Keiser, Charles S. Kilburn, George H. Weems, Daniel Noce, Onslow S. Rolfe, Herbert N. Schwarzkopf, Albert C. Smith, George D. Wahl et Raymond E. S. Williamson.
Moore parle couramment le français et est instructeur au département des langues modernes de l'Académie militaire des États-Unis (USMA) à West Point, dans l'État de New York, de 1925 à 1929. Il est diplômé de l'Infantry School Commanding Officers' Course en 1930 et de la Command and General Staff College en 1939.

### Seconde Guerre mondiale
Au début de la Seconde Guerre mondiale, le colonel Moore commande le 164e régiment d'infanterie (164th Infantry Division) à Guadalcanal. Après avoir été promu au grade d'officier général de brigadier-général (général de brigade), il combattit ensuite au sein de la 104e division d'infanterie (104th Infantry Division) en tant que commandant adjoint de division (ADC). La 104e était commandée par le major-général (général de division) Terry Allen. Il a ensuite été promu à nouveau et a commandé la 8e division d'infanterie (8th Infantry Division) en Europe. Sous son commandement, la division libère le camp de concentration de Neuengamme. À la fin de l'année 1945, il commande la 88e division d'infanterie  (88th Infantry Division) en Autriche, jusqu'à ce qu'elle soit désactivée en 1947.

### Après-guerre
Dans l'immédiat après-guerre, il commande l'occupation de la Yougoslavie, tient Trieste et réussit à repousser les troupes de Tito. Sa promotion au grade de major-général (général de division) en temps de guerre devient permanente le 27 janvier 1949. De 1949 à 1951, Moore est surintendant de l'Académie militaire des États-Unis à West Point.
Pendant la guerre de Corée, sous les ordres du général Matthew Ridgway, l'un de ses camarades de la promotion 1917 de West Point, il dirige le 9e corps d'armée (IX corps) dans les opérations Thunderbolt, Killer et Ripper. C'est au cours de ces opérations que l'hélicoptère de Moore s'écrase dans le fleuve Han, près de Yeoju. Il meurt quelques heures plus tard d'une crise cardiaque apparente, après avoir porté secours au pilote et à l'équipage survivants, le 24 février 1951. Le récit de ses services rendus à l'Amérique a été consigné dans le registre (Congressional Record) du Congrès des États-Unis par la sénatrice du Maine Margaret Chase Smith. Moore a été promu au rang de général quatre étoiles (four-star general) à titre posthume.
Il fut enterré dans le cimetière de l'Académie militaire américaine de West Point sur la rivière Hudson dans l'État de New York, son corps étant l'un des premiers à être rapatrié sur le sol américain pendant une guerre.
Bryant Moore a épousé Margaret "Peggy" King, également originaire d'Ellsworth, et ils ont eu deux filles, Margaret et Barbara.
Moore était réputé pour ses talents de diplomate, parlait couramment le français et était un expert en stratégie et en science militaires.

## Décorations

### Décorations
Le général Moore a reçu en entre autres:
- - Army Distinguished Service Medal (x3)
- - Silver Star (x2)
- - Legion of Merit
- - Bronze Star (x2)

## Source
- (en) Cet article est partiellement ou en totalité issu de l’article de Wikipédia en anglais intitulé « Bryant Moore » (voir la liste des auteurs).